# Morinda canthoides
Morinda canthoides är en måreväxtart som först beskrevs av Ferdinand von Mueller, och fick sitt nu gällande namn av David A. Halford och Rodney John Francis Henderson. Morinda canthoides ingår i släktet Morinda och familjen måreväxter. Inga underarter finns listade i Catalogue of Life.